# Châteauneuf-Grasse
Pour les articles homonymes, voir Châteauneuf et Grasse (homonymie).
Châteauneuf de Grasse, Châteauneuf-de-Grasse et Châteauneuf (Alpes-Maritimes) redirigent ici.
Châteauneuf-Grasse (dénommée localement Châteauneuf, en provençal Casteunòu (classique et mistralienne) [kas.teu̯.ˈnɔu̯]) est un village et une commune française située dans le département des Alpes-Maritimes, en région Provence-Alpes-Côte d'Azur.
Ses habitants sont appelés les Châteauneuvois ou Castelnevois.

## Géographie
Le village lui-même est situé au sommet d'une colline, mais le territoire de la commune inclut d'autres collines ainsi que le terrain plus plat de Pré-du-Lac, où habitations et commerces se sont développés dans les années 1980.
Les sources sont nombreuses sur le territoire de la commune (on trouve plusieurs lavoirs), et sont facilement repérables aux bosquets de platanes et de figuiers qui les entourent, comme au lieu-dit Fouan-Figuière.

### Localisation
| Grasse Le Bar-sur-Loup | Le Bar-sur-Loup    | Le Rouret |
| Grasse                 | Châteauneuf-Grasse | Opio      |
| Grasse                 | Valbonne           | Opio      |

### Climat
Pour des articles plus généraux, voir Climat de Provence-Alpes-Côte d'Azur et Climat des Alpes-Maritimes.
En 2010, le climat de la commune est de type climat méditerranéen franc, selon une étude du Centre national de la recherche scientifique s'appuyant sur une série de données couvrant la période 1971-2000. En 2020, Météo-France publie une typologie des climats de la France métropolitaine dans laquelle la commune est exposée à un climat méditerranéen et est dans la région climatique  Var, Alpes-Maritimes, caractérisée par une pluviométrie abondante en automne et en hiver (250 à 300 mm en automne), un très bon ensoleillement en été (fraction d’insolation > 75 %), un hiver doux (8 °C) et peu de brouillards. 
Pour la période 1971-2000, la température annuelle moyenne est de 14,1 °C, avec une amplitude thermique annuelle de 15,5 °C. Le cumul annuel moyen de précipitations est de 990 mm, avec 6,4 jours de précipitations en janvier et 2,7 jours en juillet. Pour la période 1991-2020, la température moyenne annuelle observée sur la station météorologique de Météo-France la plus proche, « Valbonne-Sophia », sur la commune de Valbonne à 5 km à vol d'oiseau, est de 15,9 °C et le cumul annuel moyen de précipitations est de 920,3 mm. 
La température maximale relevée sur cette station est de 38 °C, atteinte le 24 août 2023 ; la température minimale est de −3,3 °C, atteinte le 11 février 2012,,. 
Les paramètres climatiques de la commune ont été estimés pour le milieu du siècle (2041-2070) selon différents scénarios d'émission de gaz à effet de serre à partir des nouvelles projections climatiques de référence DRIAS-2020. Ils sont consultables sur un site dédié publié par Météo-France en novembre 2022.

## Urbanisme

### Typologie
Au 1er janvier 2024, Châteauneuf-Grasse est catégorisée ceinture urbaine, selon la nouvelle grille communale de densité à 7 niveaux définie par l'Insee en 2022.
Elle appartient à l'unité urbaine de Nice, une agglomération intra-départementale dont elle est une commune de la banlieue,. Par ailleurs la commune fait partie de l'aire d'attraction de Cannes - Antibes, dont elle est une commune de la couronne,. Cette aire, qui regroupe 24 communes, est catégorisée dans les aires de 200 000 à moins de 700 000 habitants,.

### Occupation des sols
L'occupation des sols de la commune, telle qu'elle ressort de la base de données européenne d’occupation biophysique des sols Corine Land Cover (CLC), est marquée par l'importance des territoires artificialisés (53,6 % en 2018), en augmentation par rapport à 1990 (11,3 %). La répartition détaillée en 2018 est la suivante : 
zones urbanisées (48,6 %), zones agricoles hétérogènes (19,9 %), forêts (18,5 %), milieux à végétation arbustive et/ou herbacée (5,1 %), espaces verts artificialisés, non agricoles (5 %), cultures permanentes (2,9 %).
L'évolution de l’occupation des sols de la commune et de ses infrastructures peut être observée sur les différentes représentations cartographiques du territoire : la carte de Cassini (XVIIIe siècle), la carte d'état-major (1820-1866) et les cartes ou photos aériennes de l'IGN pour la période actuelle (1950 à aujourd'hui).

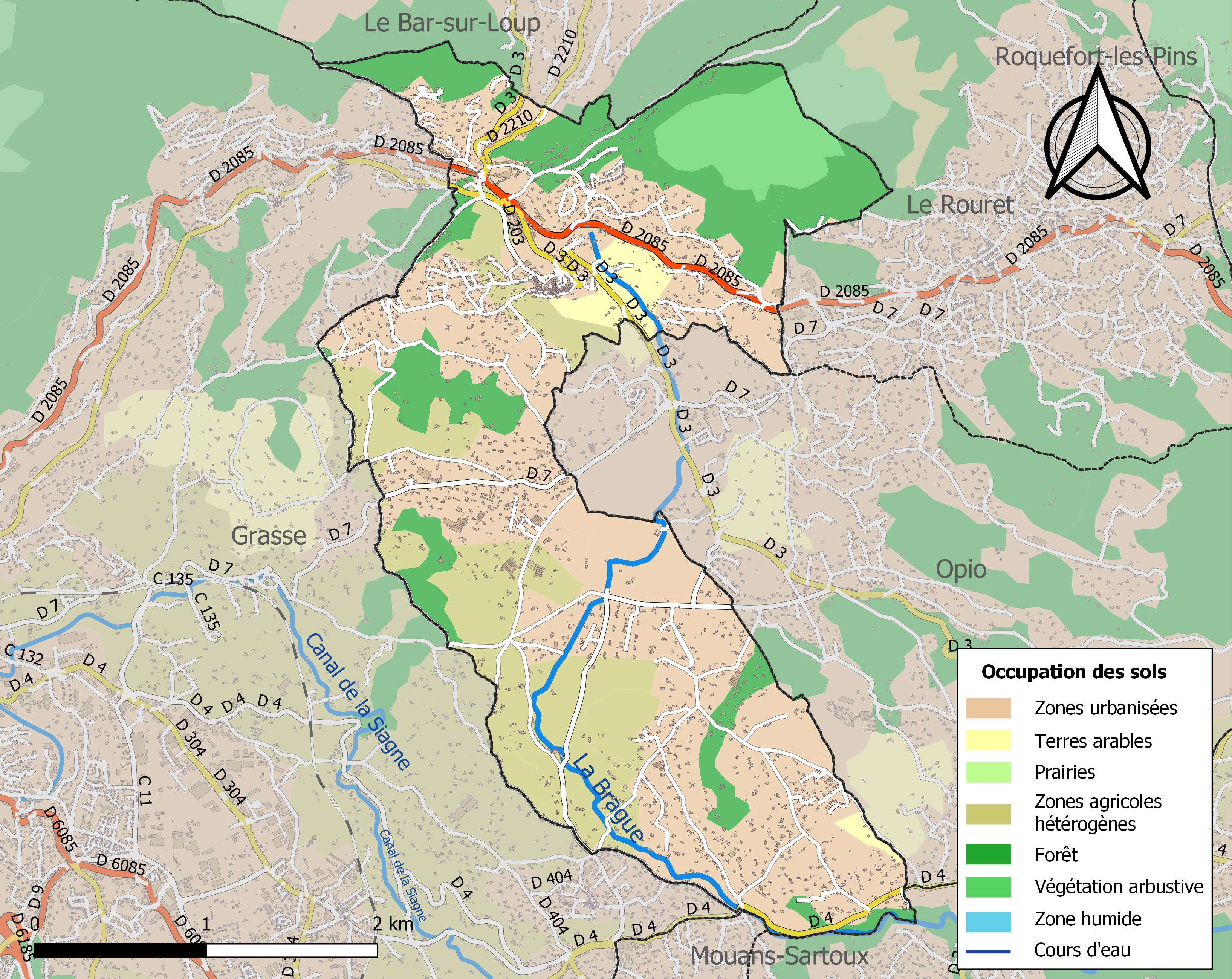
Carte de l'occupation des sols de la commune en 2018 (CLC).

## Toponymie
Au printemps 1153, au moment d'une réconciliation entre l'évêque d'Antibes et les abbés de Lérins, le lieu est cité "Castello Novo", indépendant d'Opio. D'autres textes appellent le lieu "Castrum de Castello" et "Castro Novo".
La forme « Châteauneuf-de-Grasse » est aussi employée au lieu de la forme officielle Châteauneuf-Grasse. Ces appellations « satellisent » quelque peu la commune à la ville de Grasse, son chef-lieu d'arrondissement. La municipalité s’efforce donc  de n’employer que la forme « Châteauneuf ».

## Histoire
Le village a été fondé au XIIe siècle par les seigneurs d'Opio. Ils ont construit un nouveau château sur le point culminant de leur seigneurie. Il s'y trouvait déjà un « catellaras », une enceinte datant de l'âge du fer.
Les habitants d'Opio vinrent ensuite s'établir dans ce Châteauneuf pour se protéger des incursions des Grassois et le site est devenu Châteauneuf d'Opio. Une période troublée a marqué la prise de contrôle de l'est de la Provence par les comtes de Barcelone devenus comtes de Provence. L'armée du comte de Provence commandée par Romée de Villeneuve a pris Opio en 1178. Châteauneuf d'Opio est pris en 1229. Châteauneuf d'Opio se détacha d'Opio en 1257.
En 1306, la seigneurie appartient à la famille de Grasse-Cabris, puis, à la suite d'un mariage, à la famille Lascaris de Vintimille en 1400, et au XVIIe siècle aux Puget de Saint-Marc.
Le village connaît une période de prospérité au XVIe siècle. Le haut du village est détruit par un incendie au XVIe siècle.
On note des conflits entre les habitants de Châteauneuf et ceux des villages voisins au sujet des pèlerinages au sanctuaire de Notre-Dame du Brusc, en particulier en août 1763.
En 1826, les habitants du hameau de Bergier demandent la séparation d'avec Châteauneuf parce « qu'ils sont privés de secours religieux et que les chemins les plus utiles sont impraticables ». En 1830, Bergier est rattaché à la commune du Rouret.

## Politique et administration

### Liste des maires

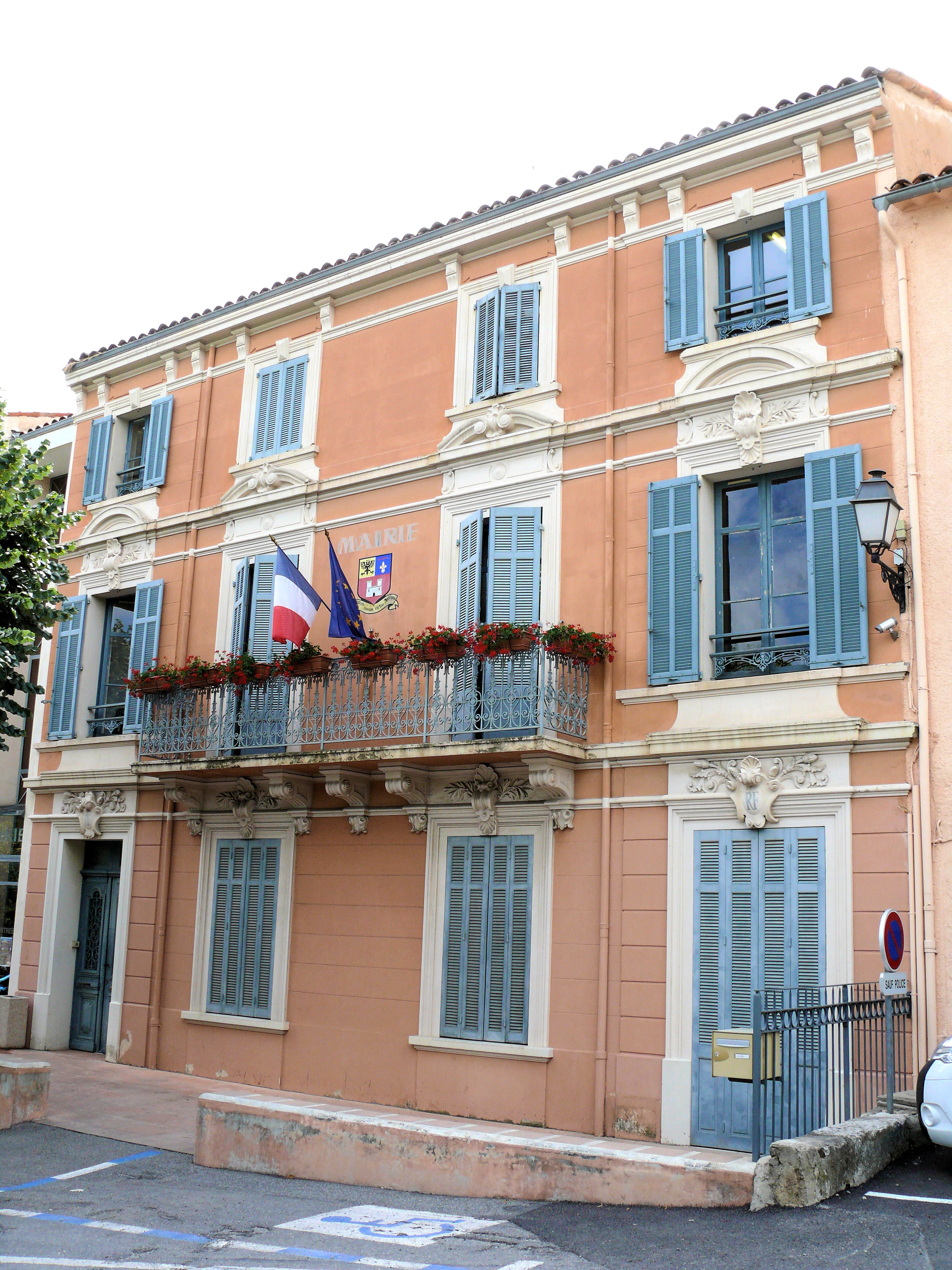
La mairie.

| Période                                  | Période   | Identité           | Étiquette | Qualité                                                                                                |
| ---------------------------------------- | --------- | ------------------ | --------- | --- |
| Les données manquantes sont à compléter. |           |                    |           | |
| vers 1945                                | ?         | Louis Mouton       |           | |
| mars 1977                                | juin 1995 | Pierre Weiss       |           | Kinésithérapeute, maire honoraire                                                                      |
| juin 1995                                | mars 2014 | Jean-Pierre Maurin | UDI       | Retraité Vice-président de la CA de Sophia Antipolis Réélu en 2001 et 2008                             |
| mars 2014                                | En cours  | Emmanuel Delmotte  | SE        | Directeur régional d'un CFA Vice-président de la CA de Sophia Antipolis Réélu pour le mandat 2020-2026 |

## Population et société

### Démographie
L'évolution du nombre d'habitants est connue à travers les recensements de la population effectués dans la commune depuis 1793. Pour les communes de moins de 10 000 habitants, une enquête de recensement portant sur toute la population est réalisée tous les cinq ans, les populations de référence des années intermédiaires étant quant à elles estimées par interpolation ou extrapolation. Pour la commune, le premier recensement exhaustif entrant dans le cadre du nouveau dispositif a été réalisé en 2008.

En 2022, la commune comptait 3 765 habitants, en évolution de +11,92 % par rapport à 2016 (Alpes-Maritimes : +2,85 %, France hors Mayotte : +2,11 %).
| 1793  | 1800  | 1806  | 1821  | 1831 | 1836 | 1841 | 1846 | 1851 |
| ----- | ----- | ----- | ----- | ---- | ---- | ---- | ---- | ---- |
| 1 062 | 1 171 | 1 209 | 1 234 | 567  | 615  | 651  | 652  | 618  |

| 1856 | 1861 | 1866 | 1872 | 1876 | 1881 | 1886 | 1891 | 1896 |
| ---- | ---- | ---- | ---- | ---- | ---- | ---- | ---- | ---- |
| 617  | 666  | 663  | 604  | 594  | 550  | 530  | 522  | 563  |

| 1901 | 1906 | 1911 | 1921 | 1926 | 1931 | 1936 | 1946 | 1954 |
| ---- | ---- | ---- | ---- | ---- | ---- | ---- | ---- | ---- |
| 556  | 668  | 687  | 675  | 782  | 936  | 916  | 863  | 977  |

| 1962  | 1968  | 1975  | 1982  | 1990  | 1999  | 2006  | 2008  | 2013  |
| ----- | ----- | ----- | ----- | ----- | ----- | ----- | ----- | ----- |
| 1 103 | 1 278 | 1 602 | 2 128 | 2 806 | 2 968 | 3 118 | 3 160 | 3 154 |

| 2018  | 2022  | - | - | - | - | - | - | - |
| ----- | ----- | - | - | - | - | - | - | - |
| 3 646 | 3 765 | - | - | - | - | - | - | - |

### Équipement de la commune
Le commune a équipé le bâtiment qui abrite la cantine scolaire et des salles de sport d'une installation de valorisation des biodéchets et de génération d'électricité. Grâce à ce bâtiment à énergie positive et à une production d'électricité excédentaire, la commune se positionne en producteur d'électricité.

## Culture locale et patrimoine

### Lieux et monuments
- Église Notre-Dame du Brusc[21] : église ou chapelle du XIe siècle, classée monument historique en 1986, à la suite de sa restauration. Elle est construite sur les vestiges d'une basilique, elle-même construite sur les bases d'une église du Ve siècle. C'est devenu un lieu de concerts et de représentations théâtrales. L'église a été classée Monument historique le 20 août 1986[22].
- Église Saint-Martin[23], dominant le village, a été construite au XVIIe siècle. L'église est à nef unique avec chapelles latérales, transept et chœur à chevet plat. Elle est voûtée en berceau avec une décoration de stucs et d'autels baroques. Le clocher de l'église a été refait en 1826.
- Chapelle Saint-Sébastien romane dont il reste une abside en cul-de-four incluse dans un bâtiment d'habitation.
- Chapelle de la Trinité[24], d'origine médiévale, construite sur un ancien fanum, au sud-ouest du village.

### Tableaux
Le peintre Henri Rivière a peint plusieurs tableaux représentant Châteauneuf-Grasse en 1936 :

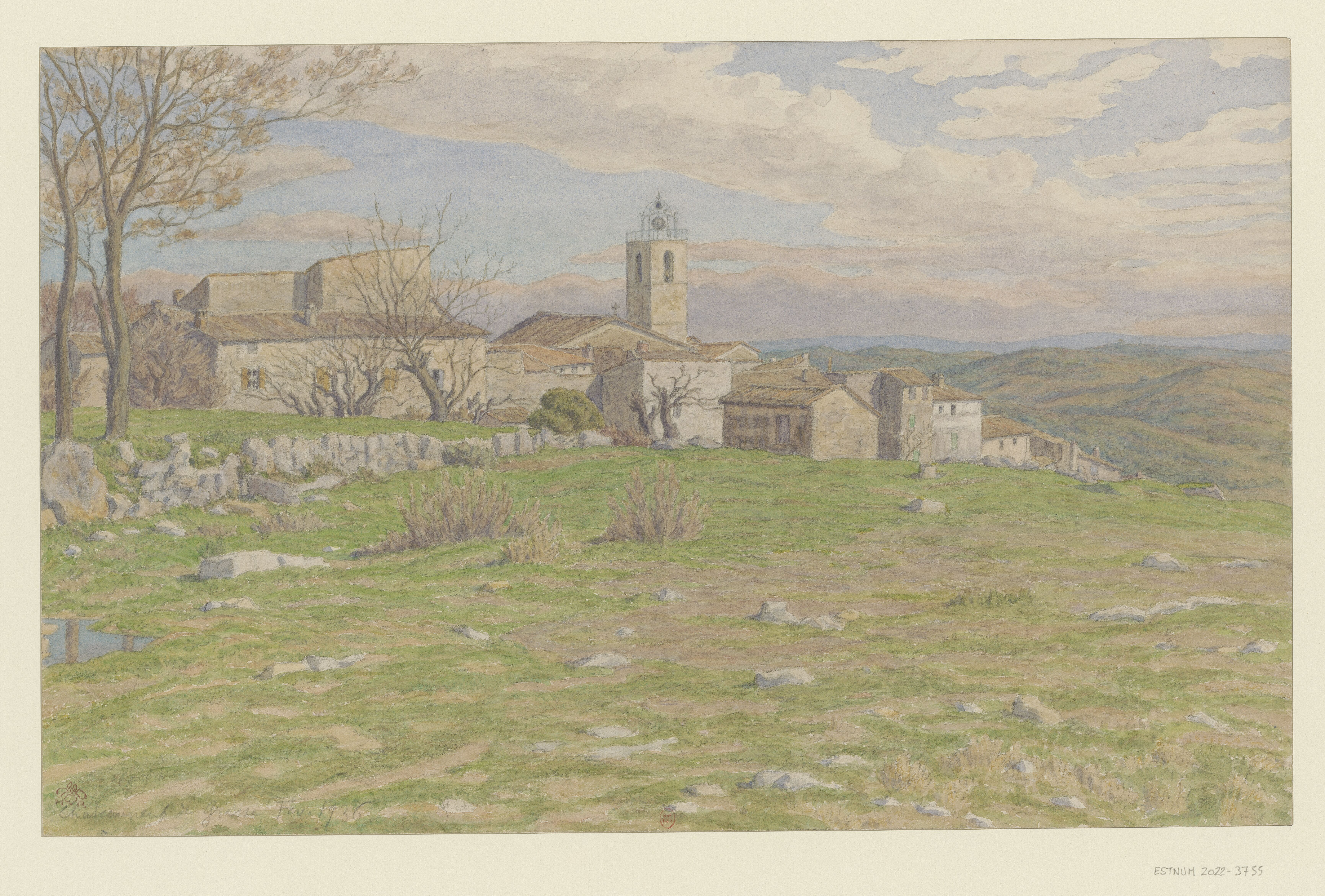
Châteauneuf-de-Grasse (dessin, 1936).

### Personnalités liées à la commune
- Calouste Gulbenkian (1869-1955), financier arménien. Son fils Nubar Sarkis est enterré à Châteauneuf-Grasse depuis 1972.
- Le roi Albert II de Belgique et la reine Paola de Belgique, y ont acheté une villa Les Romarins en 1991. Lorsqu'ils sont montés sur le trône en 1993, les mesures de sécurité ont été renforcées. Ils ont ensuite acheté deux villas voisines (une pour les gardes du corps et le personnel, et l'autre pour leurs invités). Le couple royal y séjourne durant les congés de Carnaval, de Pâques, d'été, de Toussaint et de Noël ; de nombreux arrêtés royaux sont signés à Châteauneuf-Grasse. Leur yacht Alpa est amarré au port d'Antibes. La presse n'a jamais été invitée dans leur demeure[réf. nécessaire].
- L'actrice Magali Noël (1931-2015) a vécu à la maison de retraite de Châteauneuf et y est morte[25].
- L'acteur allemand Anton Diffring (1918-1989) vient mourir à Châteauneuf[26].
- L'humoriste Coluche y a habité à partir de mai 1986 jusqu'à son décès le 19 juin 1986[27].
- L'ancien président du conseil italien Silvio Berlusconi y possède une maison[28].
- Le grand-duc Henri de Luxembourg y réside occasionnellement[29].

### Héraldique, devise et logo
Le futur « Châteauneuf, canton du Bar »  n’a pas été doté d’armes en 1696-1700 (Armorial général de France).
En 1978, Pierre-Jean Ciaudo a proposé pour « Châteauneuf-de-Grasse » : D'argent au château de gueules, surmonté d'un bœuf du même, le château rappelant le toponyme (armes parlantes) et le bœuf étant emprunté à la famille du Puget.
Les armes de la commune adoptées le 7 décembre 1999 par une délibération du conseil municipal pour dépôt officiel auprès des Armoriaux de Provence et de France.
| Blason de Châteauneuf-Grasse | Blason  | Coupé : au 1er parti au I d'or à l'aigle bicéphale de sable, au II d'azur à la fleur de lis d'or, au 2e de gueules au château donjonné d'argent ouvert et maçonné de sable. |
| Blason de Châteauneuf-Grasse | Détails | Différences entre dessin et blasonnement : le château est dit donjonné mais n'est pas dessiné ainsi. Le statut officiel du blason reste à déterminer.                       |

La devise de la commune est Castellum novum, virtus antiqua. Au château « parlant », ces armes  municipales rajoutent un élément de celles de la famille Lascaris de Vintimille (seigneur du lieu) et celles de la Provence. 

Armes des Lascaris de Vintimille.
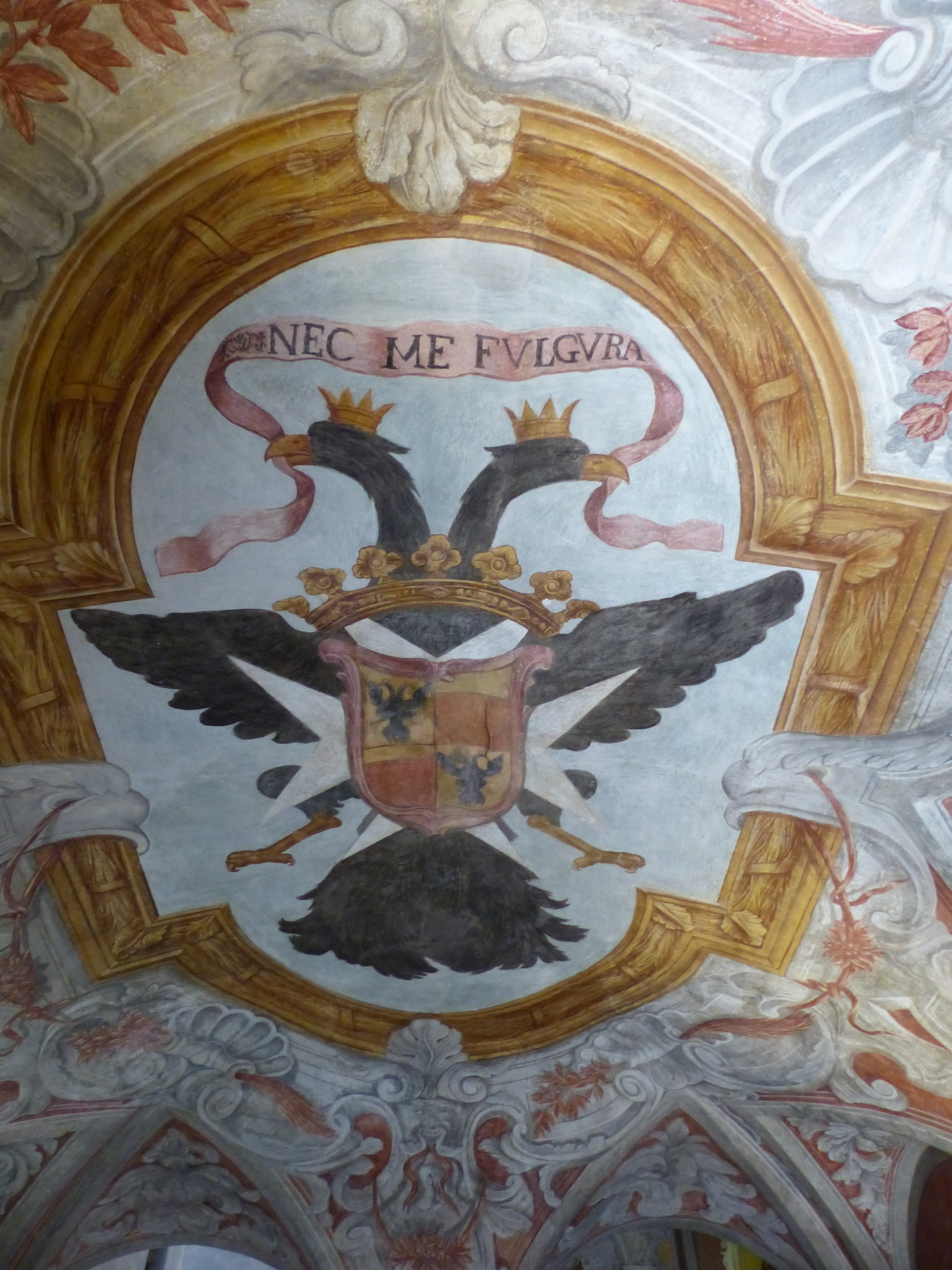
Armoiries des Lascaris de Vintimille (palais Lascaris à Nice).
Armes angevines de la Provence.